# Evangelische Kirche Friemen

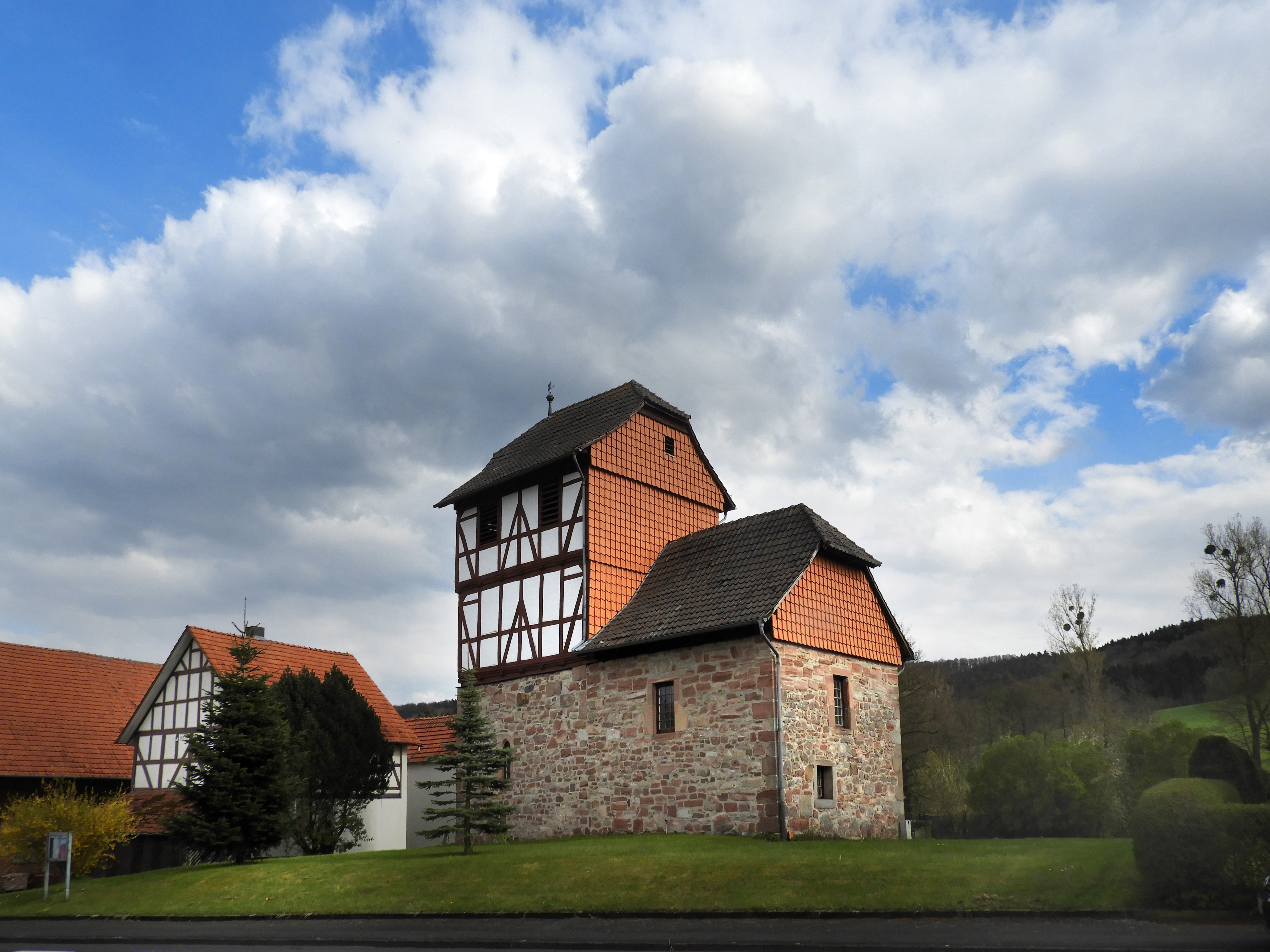
Ansicht von Norden

Die Evangelische Kirche Friemen ist ein denkmalgeschütztes Gebäude aus spätgotischer Zeit in Friemen, einem Ortsteil der Stadt Waldkappel im nordhessischen Werra-Meißner-Kreis. Die Kirche steht an der Landesstraße 3226, die als Lilienstraße durch das Dorf führt. Die Kirchengemeinde Friemen ist eine von fünf selbstständigen Kirchengemeinden im Kirchspiel Schemmern-Mäckelsdorf, das mit den Kirchspielen Bischhausen und Waldkappel einen Kooperationsraum bildet. Sie gehören zum Kirchenkreis Werra-Meißner, innerhalb der Evangelischen Kirche von Kurhessen-Waldeck, im Sprengel Kassel.

## Geschichte
Bedeutend für die Ortsgeschichte Friemens, das als „Vriemannes“ erstmals im Jahr 1317 urkundlich erwähnt wurde, waren die Herren von Hundelshausen. Sie wurden im 14. Jahrhundert mit dem Dorf belehnt und übten die Herrschaft bis zum Erlöschen der Linie aus. In ihrer Zeit wurde die Chorturmkirche errichtet. Als Ende 1562 Hermann von Hundelshausen starb, konnte sein Schwiegersohn Johann von Ratzenberg das Erbe in Besitz nehmen und nach der Heirat seiner Tochter gelangte das Dorf an die von Buttlar aus der Linie Ziegenberg. Im weiteren Verlauf wurde die Entwicklung Friemens durch das Rittergut geprägt, das in der Mitte des 18. Jahrhunderts auf den Fundamenten einer alten Wasserburg errichtet wurde. Nach der Reformation, die in Hessen ab 1526 eingeführt wurde, war die Kirchengemeinde Filial von Waldkappel.

## Kirchengebäude
Dem massiven Unterbau des Wehrturms aus dem Jahr 1498 wurde 1718 ein zweigeschossiger Fachwerkturm aufgesetzt, der von einem Krüppelwalmdach bedeckt wird. Die Eckständer der beiden Etagen werden von Mannfiguren mit Hals- und Brustriegeln versteift, an den dazwischen stehenden Ständern stützen 3/4-Streben mit Brustriegeln das Fachwerkgefüge. Gleichzeitig mit der Aufstockung des Turmes wurde dem Innenraum ein nördliches Seitenschiff mit einer zweiseitigen Empore angefügt.
Der spätgotische Chor wird von einem Kreuzrippengewölbe mit einem figürlichen Schlussstein überspannt. Hier sitzt die Kanzel, die gegen Ende des 17. Jahrhunderts gefertigt wurde, hinter dem Altar auf einem steinernen Fuß aus dem Jahr 1619. An der nördlichen Wand befindet sich eine erhaltene Sakramentsnische und das Epitaph für Hermann von Hundelshausen, der am 19. Oktober 1562 im Alter von 65 Jahren starb. An seiner Seite ist auf dem Grabrelief sein Sohn Adam zu sehen, der neunzehnjährig im Jahr 1554 in Hildesheim durch einen Schuss ums Leben kam. Die beiden Verstorbenen knien betend mit der Ehefrau Hermanns und neun Töchtern unter dem gekreuzigten Jesu Christi. Im unteren Teil des Epitaphs sind die Wappen der Familien von Hundelshausen und von Haxthausen abgebildet.

## Grab von Johann Conrad Wilhelm Mensing an der Kirche

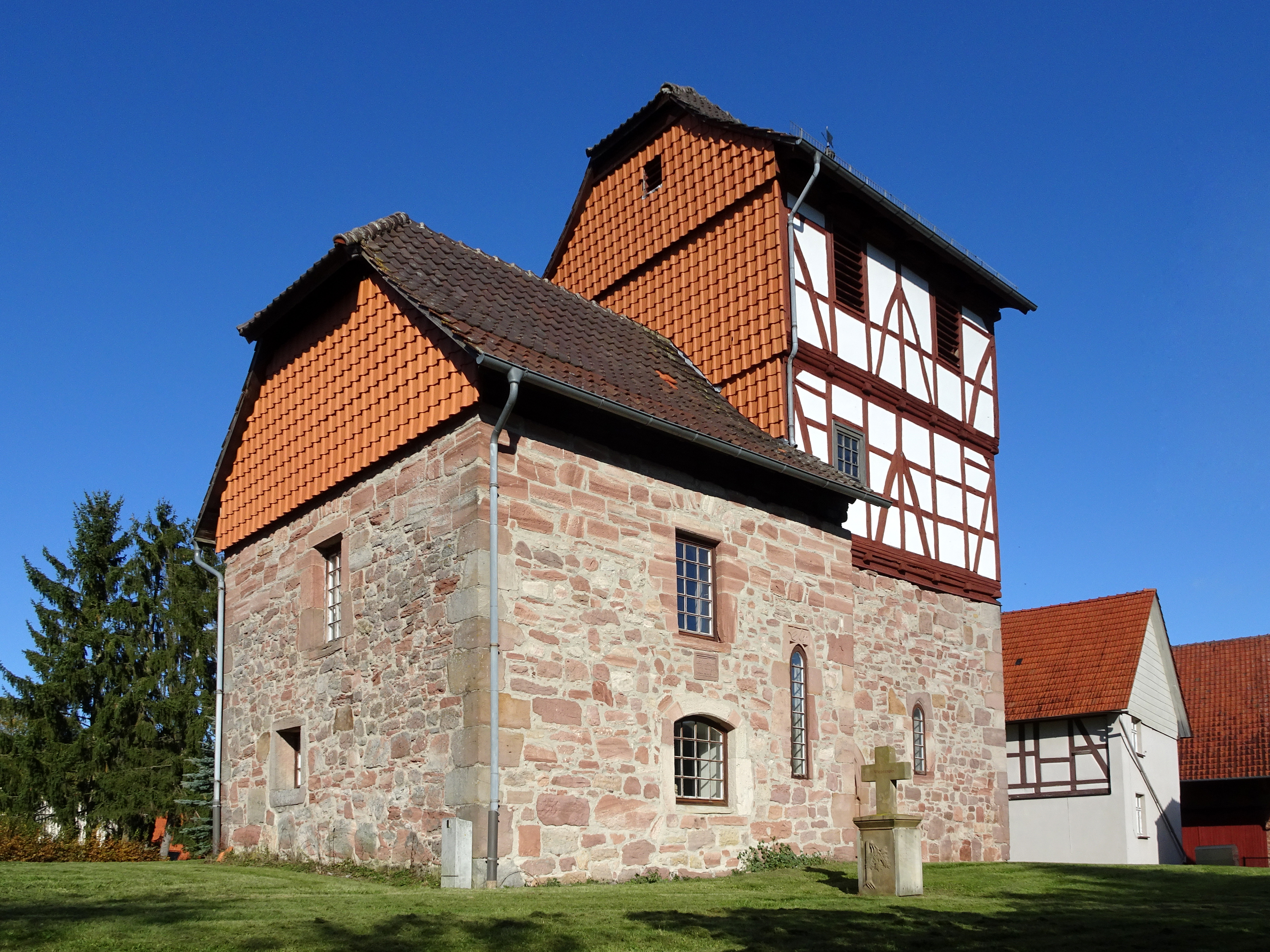
Rückseite der Kirche mit dem Steinkreuz für den kurhessischen Stabsoffizier Mensing

Hinter der Kirche erinnert ein Steinkreuz an Johann Conrad Wilhelm Mensing (* 9. November 1765 in Rinteln; † 12. November 1837 in Friemen), der 1806 den kurhessischen Staatsschatz vor dem Zugriff Napoleons in Sicherheit gebracht hatte, 1816 das Friemer Rittergut kaufte, in Friemen lebte und hier seine letzte Ruhestätte fand. Mensing war Stabsoffizier im Dienst des Kurfürsten Wilhelm I. von Hessen-Kassel, der geflohen war, als die französischen Truppen Kassel besetzt hatten. Im Auftrag des zurückgebliebenen Regentschaftsrats evakuierte Mensing mit verschiedenen Pferdewagen und Dienstleuten auf abenteuerliche Weise den Schatz in Kisten aus dem Schloss Wilhelmshöhe. Nach einer Zwischenlagerung im Gut Stölzingen bei Stolzhausen lieferte er ihn in Frankfurt am Main ab. Vor allem Schuldscheine und Hypothekenbriefe des Kurfürsten, der zu seiner Zeit als einer der reichsten Männer Europas galt, sollen der wertvollste Inhalt der Schatzkisten gewesen sein, die Mensing zu befördern hatte.

## Denkmalschutz
Die Kirche wird wegen ihrer geschichtlichen, künstlerischen und städtebaulichen Bedeutung nach § 2 Absatz 1 des Hessischen Denkmalschutzgesetzes als Kulturdenkmal geschützt und wurde in das Denkmalverzeichnis des Landes Hessen unter der Nummer 38821 eingetragen.